# Euphorbia natalensis
Euphorbia natalensis är en törelväxtart som beskrevs av Johann Jakob Bernhardi och Johan Carl Krauss. Euphorbia natalensis ingår i släktet törlar, och familjen törelväxter. Inga underarter finns listade i Catalogue of Life.